# Elementi del gruppo 3

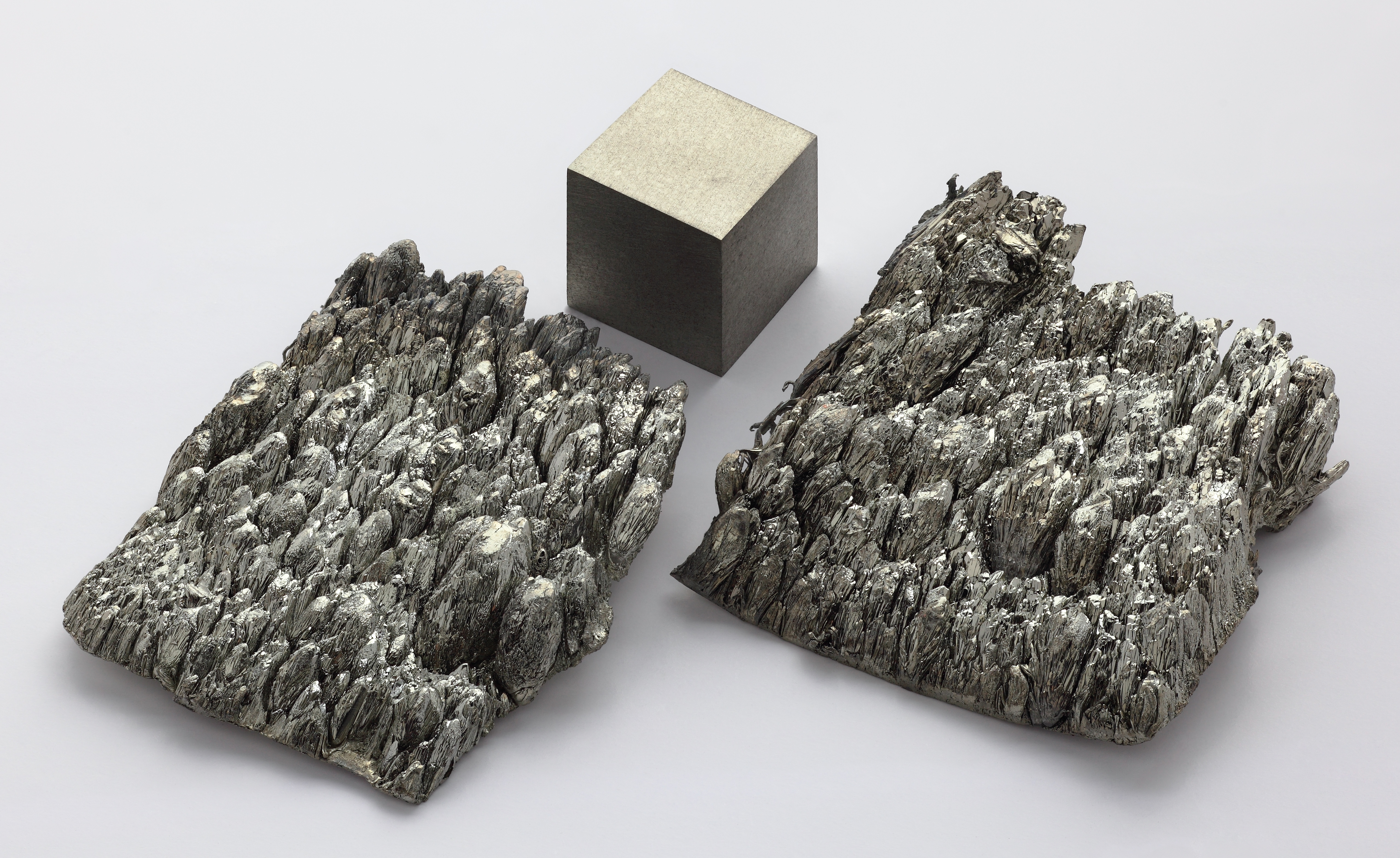
Scandio sublimato puro al 99,998%, vicino ad un cubo di 1 cm^{3} di scandio fuso con un arco elettrico.

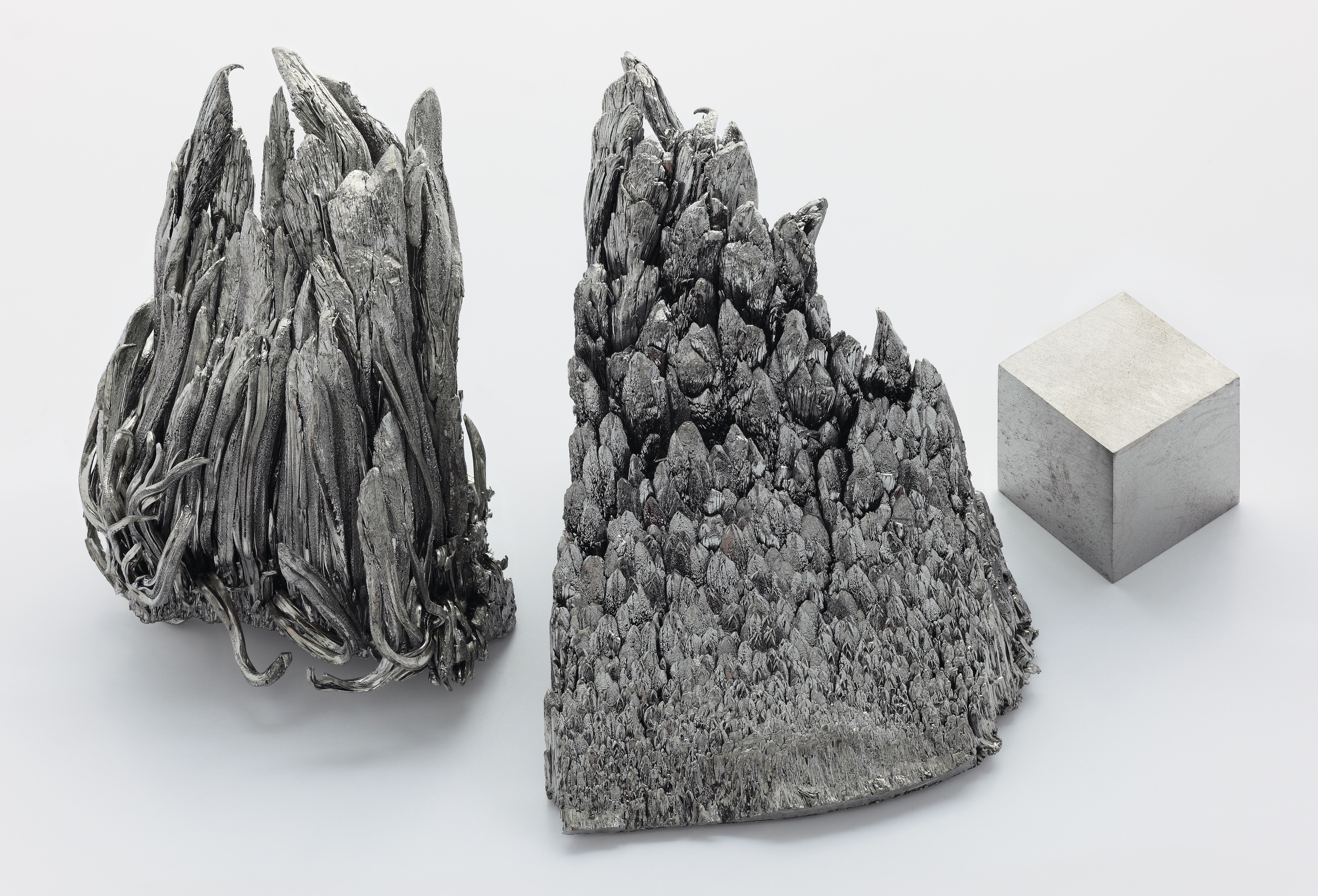
Ittrio sublimato puro al 99,99%, vicino ad un cubo di 1 cm^{3} di ittrio fuso con un arco elettrico.

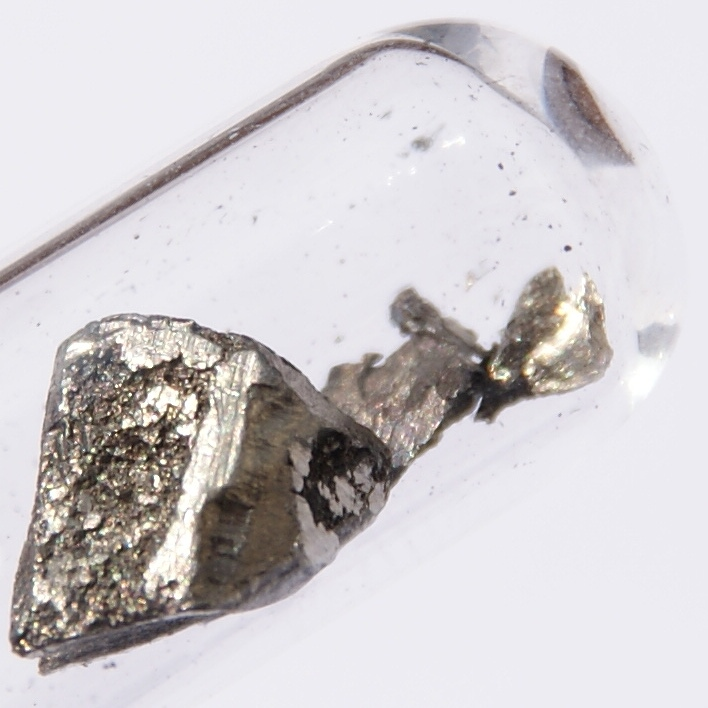
Un pezzo di lantanio puro delle dimensioni di circa 1 cm.

Gli elementi del gruppo 3 sono spesso considerati scandio (Sc), ittrio (Y), lantanio (La) e attinio (Ac), anche se alcuni autori hanno optato diversamente. Il gruppo 3 fa parte del blocco d della tavola periodica e i suoi componenti sono metalli di transizione. A temperatura ambiente questi elementi sono tutti solidi. L'attinio è un elemento radioattivo presente in tracce nei minerali di uranio. Nella nomenclatura precedente questo gruppo era denominato IIIA o IIIB a seconda di diverse convenzioni usate rispettivamente in Europa e negli Stati Uniti d'America.
| Legenda dei colori della tabella a destra: | Metalli di transizione |

## Composizione del gruppo 3
In genere si considera che il gruppo 3 debba constare di quattro elementi, in analogia con tutti gli altri gruppi del blocco d (gruppi 3-12). Scandio e ittrio sono universalmente indicati come i primi due elementi del gruppo, mentre non esiste un accordo generale su quali siano gli elementi successivi. Testi classici di chimica inorganica considerano che gli altri due elementi siano lantanio e attinio, mentre alcune fonti recenti preferiscono considerare lutezio e laurenzio. Meno frequentemente si considera che il gruppo 3 sia espanso a 32 elementi includendo anche lantanoidi e attinoidi. La IUPAC finora non si è espressa in proposito, ma nel 2015 ha dato vita ad un progetto per arrivare ad una raccomandazione su quali siano gli elementi costituenti del gruppo 3. In attesa di un parere ufficiale della IUPAC, si considera qui che al gruppo 3 appartengano scandio, ittrio, lantanio e attinio.

## Fonti
Lo scandio è poco comune sulla crosta terrestre, essendo il trentacinquesimo elemento per abbondanza. È distribuito in forma molto diffusa e quindi difficile da ricavare; uno dei pochi minerali sfruttati commercialmente è la thortveitite, (Sc,Y)2Si2O7, ma la maggior parte dello scandio si ottiene come Sc2O3 dalla lavorazione dei minerali di uranio. Si producono poche tonnellate all'anno di Sc2O3, e solo l'1% è convertito a metallo. L'ittrio è il ventottesimo elemento per abbondanza sulla crosta terrestre, dove si trova in vari minerali sfruttabili commercialmente come xenotime-(Y), monazite, bastnäsite-(Y), fergusonite-(Y) e samarskite-(Y). Annualmente si producono 9000 tonnellate all'anno di Y2O3 e solo poche tonnellate di ittrio metallico. Il lantanio è il ventottesimo elemento per abbondanza sulla crosta terrestre, dove si trova sempre assieme ai lantanoidi in vari minerali come monazite e bastnäsite. Si producono più di 30000 tonnellate all'anno di ossido di lantanio, La2O3. L'attinio si può estrarre da minerali di uranio come attinio-227, ma in genere questo nuclide è prodotto artificialmente bombardando radio-226 con neutroni.

## Tossicità e ruolo biologico
Nessuno di questi metalli ha un ruolo biologico; l'attinio è molto pericoloso per la sua radioattività. Un corpo umano contiene circa 0,2 mg di scandio, circa 0,5 mg di ittrio, e meno di 1 mg di lantanio. A parte l'attinio, gli altri metalli del gruppo sono in genere poco pericolosi. Tuttavia alcuni dei composti dello scandio sono sospetti cancerogeni, e i composti di ittrio solubili sono considerati leggermente tossici.

## Applicazioni
Lo scandio è utilizzato soprattutto in leghe speciali. Una aggiunta di 0,5% di scandio all'alluminio rende il materiale molto più duro e ne alza il punto di fusione di 800 °C; leghe di questo tipo sono usate in aeronautica. L'aggiunta di ioduro di scandio ScI3 nelle lampade a vapore di mercurio permette di ottenere una fonte di illuminazione molto simile alla luce solare. L'ittrio è usato per ottenere leghe speciali a grana fine e per produrre molti granati cristallini artificiali con particolari proprietà ottiche e magnetiche. Ad esempio il granato di ittrio e alluminio noto come YAG (yttrium-aluminium garnet) è usato nel laser Nd:YAG. L'ossido di ittrio è usato in superconduttori come l'YBCO. L'ossisolfuro di ittrio Y2O2S drogato con europio è il fosforo rosso usato nei vecchi televisori a colori. Il lantanio metallico è usato in leghe particolari come LaNi5, che è in grado di assorbire idrogeno gassoso, e negli elettrodi per lampade ad arco per accrescere la luminosità dell'arco. È inoltre presente nelle batterie nichel-metallo idruro usate nei veicoli ibridi; un'auto ibrida può contenere 10 kg di lantanio. L'ossido di lantanio è aggiunto ai vetri per ottenere lenti con alto indice di rifrazione, mentre il fluoruro di lantanio LaF3 è usato in fibre ottiche per trasmissione dati. L'attinio è usato in piccolissime quantità solo nella ricerca scientifica come sorgente di neutroni.

## Proprietà degli elementi

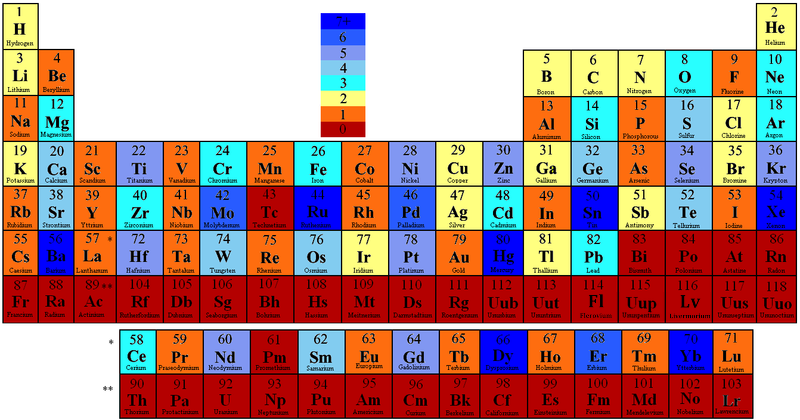
In questa tavola periodica il numero di isotopi stabili di ciascun elemento è denotato con un diverso colore. Gli elementi con numeri atomici dispari hanno soltanto uno o due isotopi stabili, mentre gli elementi con numeri atomici pari hanno tutti tre o più isotopi stabili, eccetto i primi tre: elio, berillio e carbonio.

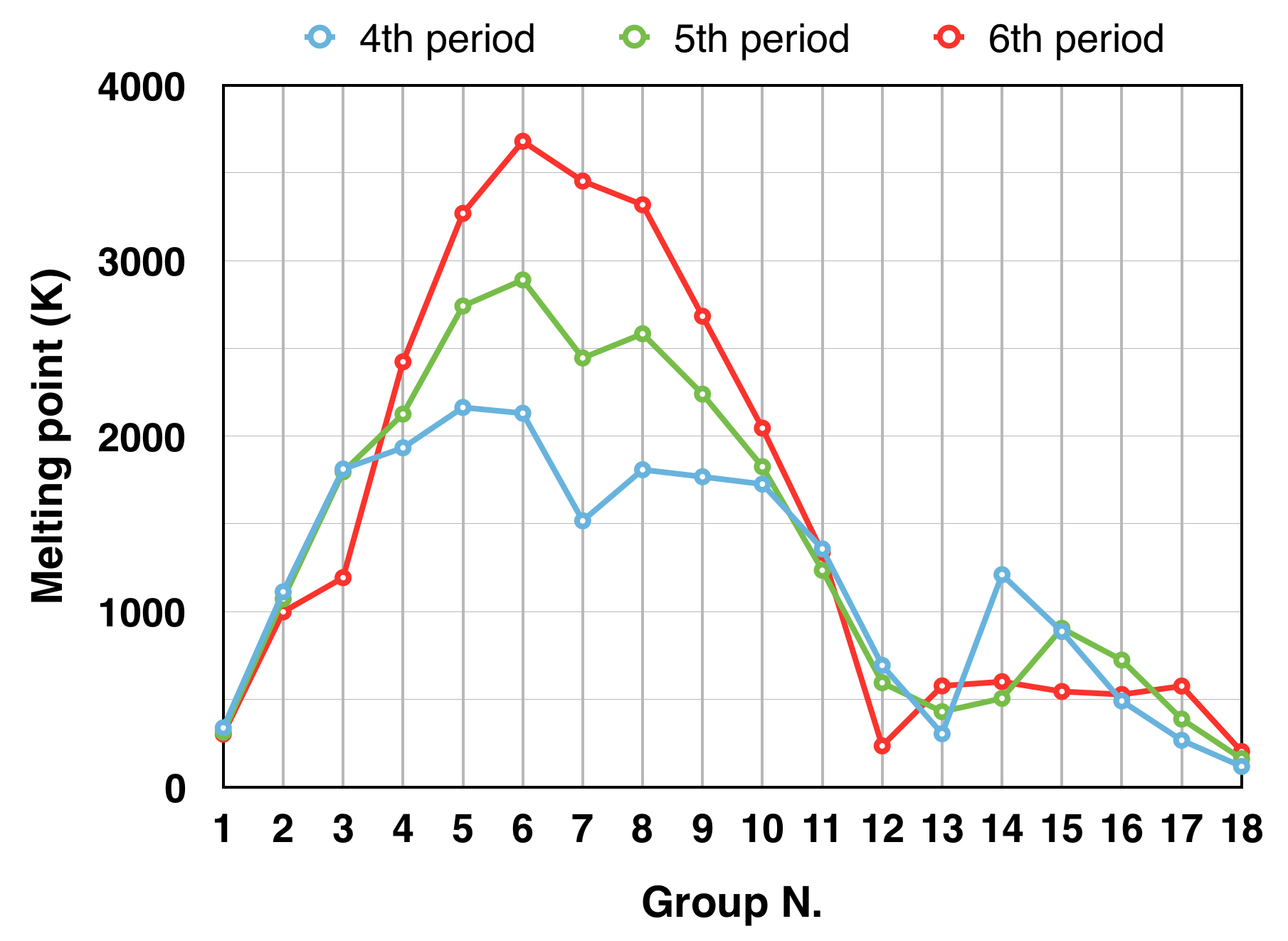
Punti di fusione degli elementi dei periodi 4-6 della tavola periodica.

Gli elementi del gruppo 3 hanno tutti numero atomico dispari e quindi hanno pochi isotopi stabili (vedi figura). Sono metalli relativamente teneri, lucidi e argentei. Come ci si può aspettare sono meno elettropositivi dei metalli alcalino terrosi che li precedono, e più elettropositivi dei metalli di transizione che li seguono nel blocco d. La presenza di un elettrone d fa crescere la forza del legame metallico, e quindi rispetto ai metalli alcalino terrosi crescono le entalpie di fusione, di vaporizzazione e di atomizzazione; ciò è segnalato dai punti di fusione (figura e tabella), che sono in crescita rispetto al gruppo 2.
| Proprietà                               | Scandio      | Ittrio       | Lantanio     | Attinio      |
| --------------------------------------- | ------------ | ------------ | ------------ | ------------ |
| Peso atomico (u)                        | 44,9559      | 88,9058      | 138,9055     | 227,0277     |
| Configurazione elettronica              | [Ar] 3d1 4s2 | [Kr] 4d1 5s2 | [Xe] 5d1 6s2 | [Rn] 6d1 7s2 |
| Punto di fusione (°C)                   | 1539         | 1530         | 920          | 817          |
| Punto di ebollizione (°C)               | 2748         | 3264         | 3420         | 2470         |
| Densità (g/cm3a 25 °C)                  | 3,0          | 4,5          | 6,17         | -            |
| Raggio metallico (pm)                   | 162          | 180          | 187          | -            |
| Raggio ionico M(III) (pm)               | 74,5         | 90,0         | 103,2        | 112          |
| Elettronegatività (Pauling)             | 1,3          | 1,2          | 1,1          | 1,1          |
| E0 M3+/0 (V)                            | –2,03        | –2,37        | –2,37        | –2,6         |
| Entalpia di fusione (kJ·mol−1)          | 15,77        | 11,5         | 8,5          | 10,5         |
| Entalpia di vaporizzazione (kJ·mol−1)   | 332          | 367          | 402          | 293          |
| Entalpia di atomizzazione (kJ·mol−1)    | 376          | 425          | 423          | -            |
| Resistività elettrica a 20 °C (Ω·m·108) | 50-61        | 57-70        | 57-80        | -            |

## Reattività chimica e andamenti nel gruppo[2][5][11]
Questi elementi hanno tre elettroni nel livello elettronico esterno, al pari degli elementi del gruppo 13, ma la configurazione elettronica è diversa, essendo d1s2 per il gruppo 3 e s2p1 per il gruppo 13. Di conseguenza, al di là del comune stato di ossidazione +3, le similitudini sono poche; ad esempio l'ossido Sc2O3 è anfotero come Al2O3.
I potenziali standard di riduzione degli elementi del gruppo 3 sono alquanto negativi e quindi questi metalli anneriscono all’aria e bruciano formando l’ossido M2O3. Reagiscono anche con l'acqua e gli acidi sviluppando idrogeno. Anche se scandio, ittrio e lantanio sono i primi membri delle tre serie di transizione d, la loro chimica non è quella tipica degli elementi di transizione. Infatti:
- Non sono possibili vari stati di ossidazione. In questi elementi si osserva solo lo stato di ossidazione +3, che porta a composti per lo più ionici. Gli ioni M3+, avendo configurazione d0, sono naturalmente incolori e diamagnetici.
- All'interno del gruppo le differenze di comportamento chimico sono principalmente dovute alla diversa dimensione degli ioni M3+. Lo ione più piccolo si ha nell'elemento più leggero; lo ione Sc(III) (r = 74,5 pm) mostra proprietà simili alla specie Al(III) (r = 53,5 pm). Lantanio e attinio hanno proprietà simili al calcio.
- Non hanno una spiccata tendenza a formare composti di coordinazione, nonostante la carica +3. Ciò sembra dovuto alle dimensioni alquanto elevate (siamo all'inizio del blocco d) per cui la densità di carica dello ione è in effetti ridotta. Lo ione Sc(III), essendo lo ione più piccolo del gruppo, forma complessi più facilmente dei congeneri più pesanti, di solito con numero di coordinazione sei e struttura ottaedrica. Date le dimensioni maggiori, Y(III) e La(III) preferiscono invece numeri di coordinazione maggiori: 8, 9 e 10.
- Nel formare complessi, gli ioni M3+ si comportano da acidi hard e prediligono leganti donatori all'ossigeno, meglio se chelanti (ad esempio, C2O43+, acac).